# Carbonylcomplex

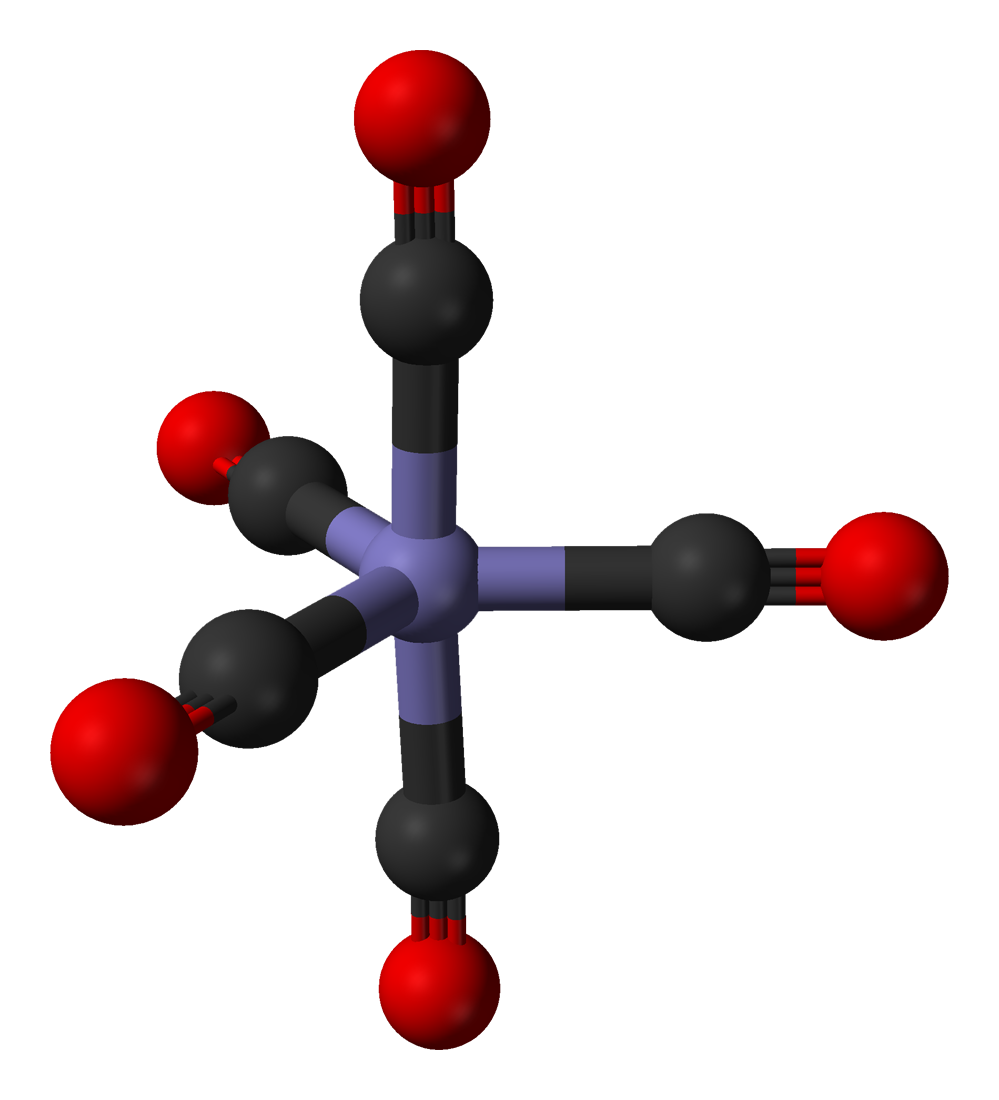
Molecuulmodel van ijzerpentacarbonyl, een trigonaal bipiramidaal carbonylcomplex van ijzer.

Een carbonylcomplex of metaalcarbonyl is een anorganische coördinatieverbinding van een overgangsmetaal met koolstofmonoxide als ligand. De complexen kunnen voorkomen als elektrisch neutrale, positief geladen of negatief geladen speciës. De koolstofmonoxideliganden kunnen ofweg terminaal gebonden zijn (bijvoorbeeld in nikkeltetracarbonyl), ofwel dienstdoen als brugvormend ligand tussen twee metaalcentra (bijvoorbeeld in di-ijzernonacarbonyl). Bij uitbreiding worden coördinatieverbindingen die naast koolstofmonoxide ook andere liganden bevatten eveneens aangeduid als carbonylcomplexen: zij worden betiteld als heteroleptische complexen. Complexen die enkel koolstofmonoxide als ligand bezitten worden aangeduid als homoleptische complexen.
Carbonylcomplexen zijn van groot belang in de organische synthese: ze worden gebruikt als katalysatoren of als precursoren voor intermediairen in uiteenlopende reacties, zoals bij de hydroformylering, de Pauson-Khand-reactie of de Nicholas-reactie. In het Mondproces, een zuiveringsmethode voor nikkelertsen, wordt gebruikgemaakt van het feit dat nikkel onder milde omstandigheden een complex vormt met koolstofmonoxide. In de organometaalchemie worden carbonylcomplexen gebruikt als uitgangsstoffen voor de synthese van andere organometaalverbindingen.
Carbonylcomplexen zijn in vele gevallen toxisch: ze kunnen worden opgenomen doorheen de huid, maar ook door inhalatie of door inslikken. Ze kunnen aanleiding geven tot een vorm van koolstofmonoxidevergiftiging.

## Synthese
De stofklasse der carbonylcomplexen vormt onderwerp van uitvoerig onderzoek op academisch niveau en er zijn bijgevolg talrijke syntheseroutes voorhanden, zowel voor homoleptische als voor heteroleptische complexen. Aangezien de gevormde carbonylcomplexen vaak licht-, lucht- of vochtgevoelig zijn, worden zij onder specifieke reactieomstandigheden gesynthetiseerd, bijvoorbeeld in een Schlenkfles onder inerte gasatmosfeer (meestal stikstofgas of argon).

### Rechtstreekse omzetting van het metaal met koolstofmonoxide
Slechts een beperkt aantal overgangsmetalen kunnen rechtstreeks omgezet worden in de overeenkomstige carbonylverbinding. De vorming van nikkeltetracarbonyl verloopt reeds bij atmosferische druk en relatief milde temperaturen (70-80 °C):
{\displaystyle {\ce {{Ni}+4CO->[(\mathrm {1\,bar,\ 353\,K} )]Ni(CO)4}}}
IJzerpentacarbonyl wordt gesynthetiseerd bij verhoogde druk en verhoogde temperatuur:
{\displaystyle {\ce {{Fe}+5CO->[(\mathrm {100\,bar,\ 473\,K} )]Fe(CO)5}}}

### Reductie van metaalzouten of -oxiden
Een vaak toegepaste synthesemethode is de reductie van de zouten (typisch halogeniden) of oxiden van overgangsmetalen met een gepaste reductor en onder verhoogde druk. Typische reductoren zijn metallisch koper of aluminium, waterstofgas, koolstofmonoxide of metaalalkylverbindingen, zoals tri-ethylaluminium. Zo wordt chroomhexacarbonyl bereid uit chroom(III)chloride in benzeen, met aluminium als reductor. Een kleine hoeveelheid aluminiumchloride wordt toegevoegd als katalysator:
{\displaystyle {\ce {{CrCl3}+{Al}+6CO->[(\mathrm {300\,bar,\ 413\,K,\ AlCl_{3}} )]{Cr(CO)6}+AlCl3}}}
Wanneer koolstofmonoxide in overmaat wordt gebruikt (bij hoge druk), dan kan het zelf dienstdoen als reductor. Een van de eerste op deze manier gesynthetiseerde carbonylcomplexen was direniumdecacarbonyl. In 1941 werd het bereid door Walter Hieber en zijn collega H. Fuchs uit renium(VII)oxide:
{\displaystyle {\ce {{Re2O7}+17CO->[(\mathrm {350\,bar,\ 523\,K} )]{Re2(CO)10}+7CO2}}}
Als vertrokken wordt vanuit een oxide, ontstaat als nevenproduct koolstofdioxide. Echter, als wordt uitgegaan van het chloride, wordt het toxische fosgeen gevormd. Indien het sulfide als precursor wordt genomen, ontstaat carbonylsulfide.
Synthesemethoden waarbij een metaalalkylverbinding als reductor wordt aangewend, leidt tot een oxidatieve koppeling van de alkylgroepen tot een dimeer. Toegepaste reductoren van dit type zijn tri-ethylaluminium en di-ethylzink, meestal in di-ethylether als oplosmiddel.
{\displaystyle {\ce {WCl6 + 6CO + 2Al(C2H5)3 -> W(CO)6 + 2AlCl3 + 3C4H10}}}
De reductie van wolfraam-, molybdeen-, mangaan- of rodiumzouten is ook mogelijk met lithiumaluminiumhydride in di-ethylether.

## Structuur en eigenschappen

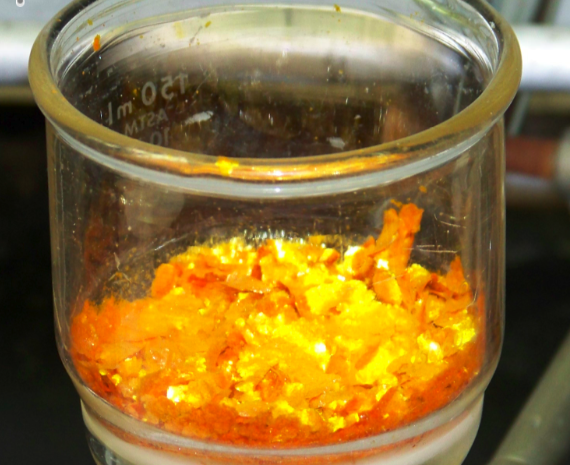
Kristallen van di-ijzernonacarbonyl

### Fysische eigenschappen
Metaalcarbonylverbindingen waarbij het metaalion afkomstig is uit de platinagroep komen meestal voor als kleurloze tot lichtgele enigszins vluchtige vloeistoffen, die zeer giftig zijn. De dampen van nikkel- en ijzercarbonylcomplexen kunnen met lucht explosieve mengsels vormen. Carbonylcomplexen van metalen uit de chroomgroep vormen kleurloze kristallen die bij verhitting smelten en ontleden.
Carbonylcomplexen met twee metaalionen kunnen voorkomen als kleurloze, gele, oranje tot rode kristallen. Deze kristallen kunnen onder vacuüm gesublimeerd worden, niet zelden gepaard gaand met ontleding.
Carbonylcomplexen zijn oplosbaar in de meeste organische oplosmiddelen, zoals benzeen, tolueen, di-ethylether, aceton, azijnzuur, ethylacetaat en tetrachloormethaan. Ze zijn meestal niet oplosbaar in water. Contact met anorganische zuren leidt tot gasontwikkeling (vrijkomen van koolstofmonoxide) en vorming van metaalzouten.

### Binding

#### Algemeen bindingsconcept
Carbonylcomplexen bestaan formeel uit een metaalion (het lewiszuur) en een koolstofmonoxideligand (de lewisbase). De binding tussen beide komt in eerste instantie tot stand via een σ-donor-binding: koolstofmonoxide beschikt namelijk over een vrij elektronenpaar op koolstof, dat via een coördinatief-covalente binding gedoneerd wordt aan een leeg d-orbitaal van het centraal metaalion. Echter, de elektronische structuur van koolstofmonoxide is van een dermate aard dat ook een leeg p-orbitaal op koolstof wordt gebruikt om een binding aan te gaan. Dit orbitaal is een antibindend en leeg π*-moleculair orbitaal. Zodoende treedt ook een π-acceptorinteractie op, waarbij de elektronen van het metaalion als het ware terug worden gedoneerd naar dit lege moleculaire orbitaal van koolstofmonoxide. Dit wordt een pi-backbonding genoemd. Dientengevolge is de opsplitsingsenergie van alle carbonylcomplexen groot en zijn het dus low spin-complexen.
|                                             |                                               |
| Schematische aanduiding van de sigmabinding | Schematische aanduiding van de pi-backbonding |

De met deze binding gepaard gaande elektronendelokalisatie leidt tot een stabilisatie van het complex. Dit wordt aangeduid als het nefelauxetisch effect.

#### Bindingsmodi
Koolstofmonoxide kan echter verschillende zogenaamde bindingsmodi bezetten. Deze onderscheiden zich door hun verschil in hapticiteit. Dit beschrijft hoeveel koolstofmonoxideliganden rechtstreeks op een centraal metaalion zijn gebonden. De hapticiteit wordt aangegeven door het symbool ηn, waarbij n het aantal koolstofmonoxideliganden aangeeft. De hapticiteit is gelijk aan 1 (een zogenaamd monohapto-carbonylcomplex) wanneer de koolstofmonoxideliganden terminaal gebonden zijn. Wanneer koolstofmonoxide zowel via koolstof als via zuurstof gecoördineerd is met het metaalion, dan wordt de hapticiteit 2.
Daarnaast kan ook aangegeven worden dat 2 of meerdere metaalionen coördineren met slechts 1 koolstofmonoxideligand. Dit wordt aangeduid met het symbool μm, waarbij m het aantal metaalionen weergeeft.
De belangrijkste en meest voorkomende zijn de terminale binding (η1-bindingsmodus), de μ2- en de μ3-bindingsmodi. Daarnaast komen ook enkele combinatievormen voor (zoals µ-η2, µ3-η2 en µ6-η2), maar zij zijn zeldzamer.
|                                                                   |
| Overzicht van de verschillende bindingsmodi bij carbonylcomplexen |

### Moleculaire geometrie
De structuur en geometrie van carbonylcomplexen wordt enerzijds voorspeld met behulp van de VSEPR-theorie, en anderzijds door de 18-elektronenregel. Bij ingewikkelde structuren wordt beroep gedaan op het concept van isolobaliteit, dat in 1976 door Nobelprijswinnaar Roald Hoffmann werd geïntroduceerd. Daarbij wordt een carbonylcomplex beschouwd als een combinatie van kleine bouwstenen van het type M(CO)n (metaalcarbonylfragmenten genoemd). Zo kan de verbinding dimangaandecacarbonyl beschouwd worden als een combinatie van twee Mn(CO)5-fragmenten. Beide fragmenten zijn isolobaal met methylradicalen uit de organische chemie: net als de combinatie van twee methylgroepen tot ethaan, combineren de mangaancarbonylfragmenten tot dimangaandecacarbonyl.
Bepaalde moleculaire geometrieën ondergaan unieke moleculaire vibraties. Zo treedt de Berry-pseudorotatie op bij trigonaal bipiramidale complexen:

#### Overzicht
Onderstaande tabel geeft een overzicht van de meest voorkomende eenvoudige geometrieën bij carbonylcomplexen:
| Carbonylcomplex               | Moleculaire geometrie                          | Structuurformule |
| ----------------------------- | ---------------------------------------------- | ---------------- |
| Ni(CO)4                       | tetraëdrisch                                   |                  |
| Fe(CO)5 Ru(CO)5 Os(CO)5       | trigonaal bipiramidaal                         |                  |
| V(CO)6 Cr(CO)6 Mo(CO)6 W(CO)6 | octaëdrisch                                    |                  |
| Co2(CO)8 Rh2(CO)8             | tweevoudig trigonaal bipiramidaal (geschrankt) |                  |
| Mn2(CO)10 Tc2(CO)10 Re2(CO)10 | tweevoudig octaëdrisch (geschrankt)            |                  |

## Chemische eigenschappen en reacties
Carbonylcomplexen worden in de eerste plaats gesynthetiseerd als precursor voor andere metaalcomplexen of organometaalverbindingen. De belangrijkste reactie daarbij is de substitutie van koolstofmonoxide door een ander ligand. Verder worden ook oxidatie en reductie van het metaal toegepast, alsook reacties met de koolstofmonoxideliganden zelf.

### Substitutie
De substitutie van een koolstofmonoxideligand in een 18-elektronencomplex verloopt door middel van een dissociatief mechanisme over een 16-elektronenintermediair. Deze substitutie kan zowel thermisch als fotochemisch geïnduceerd worden. Bij een fotochemische inducering treedt door absorptie van licht excitatie op en wordt een antibindend moleculair orbitaal van het complex bezet. Hierdoor wordt de binding tussen het metaalion en koolstofmonoxide verzwakt en kan gesplitst worden. Bij metaalcarbonylclusters wordt een metaal-metaalverbinding verbroken en kan de substitutie plaatsgrijpen door de oxidatie van koolstofmonoxide tot koolstofdioxide met een geschikte oxidator (zoals trimethylamineoxide).
Het koolstofmonoxideligand kan vlot gesubstitueerd worden door onder andere trifenylfosfine, cyanide, nitrosyl of alkenen. De reactie wordt uitgevoerd in een oplosmiddel zoals di-ethylether of acetonitril. Deze oplosmiddelen hebben nog een extra taak, namelijk het stabiliseren van de ontstane intermediairen door tijdelijke coördinatie via zuurstof (bij ethers) of stikstof (bij acetonitril).
{\displaystyle {\ce {M(CO)_{\mathit {n}}->[\ \ \mathrm {-CO} \ \ ]\ \ [M(CO)_{{\mathit {n}}-1}]->[\ \ \mathrm {+PPh_{3}} \ \ ]\ \ M(CO)_{{\mathit {n}}-1}PPh_{3}}}}
De dissociatie-enthalpie voor nikkeltetracarbonyl bedraagt 105 kJ/mol en voor chroomhexacarbonyl 155 kJ/mol. Dergelijke processen zijn dus duidelijk endotherm. Of het complete proces, verbreken van de metaal-carbonylbinding en vorming van de metaal-nieuwe ligand-binding,  endotherm is, hangt af van de bindingssterkte van de nieuwe ligand met het metaal.
In het geval van een 17-elektronencomplex verloopt de substitutie via een associatief mechanisme, waarbij eerst het nieuwe ligand geïntroduceerd wordt (en dus een 19-elektronencomplex als intermediair ontstaat) en vervolgens koolstofmonoxide wordt afgesplitst:
{\displaystyle {\ce {M(CO)_{\mathit {n}}->[\mathrm {+PPh_{3}} ]\ [M(CO)_{\mathit {n}}PPh_{3}]->[\mathrm {-CO} \ \ ]M(CO)_{{\mathit {n}}-1}PPh_{3}}}}

### Oxidatie
Carbonylcomplexen reageren met halogenen middels een oxidatieve halogenering. Bij complexen met metaal-metaalverbindingen treedt daarbij oxidatieve splitsing op:
{\displaystyle {\ce {Mn2(CO)10 + Cl2 -> 2[Mn(CO)4Cl] + 2CO}}}

### Reductie
Met metallisch natrium als reductor wordt een metaalcarbonylcomplex gereduceerd tot een metaalcarbonylaat-zout.
{\displaystyle {\ce {Mn_{2}(CO)_{10}\ +\ 2\ Na\ ->\ 2\ Na[Mn(CO)_{5}]}}}

### Reactie met de koolstofmonoxideliganden
Het hydroxide-anion reageert met de koolstofmonoxideliganden van carbonylcomplexen zoals ijzerpentacarbonyl. Daarbij voert het een nucleofiele aanval uit op het koolstofatoom, waardoor een metaalcarbonylaat gevormd wordt:
{\displaystyle {\ce {Fe(CO)_{5}\ +\ NaOH\ ->\ Na[Fe(CO)_{4}COOH]\ \xrightarrow {\ \ {+NaOH}\ \ } \ Na[HFe(CO)_{4}]\ +\ NaHCO_{3}}}}
{\displaystyle {\ce {Na[HFe(CO)4] + NaOH -> Na2[Fe(CO)4] + H2O}}}
Het intermediair gevormd ijzercarbonylhydride kan door reactie met een zuur omgezet worden in een zeer temperatuur- en luchtgevoelig hydride-carbonylcomplex:
{\displaystyle {\ce {Na[HFe(CO)4] + H^+ -> H2[Fe(CO)4] + Na^+}}}
Op deze manier is het mogelijk om ook andere hydride-carbonylcomplexen te synthetiseren, zoals kobaltcarbonylhydride. Analoog aan de reactie met hydroxiden reageren ook organolithiumverbindingen met carbonylcomplexen. Door de vervolgreactie met trimethyloxoniumtetrafluorboraat (Meerweins zout) worden Fisher-carbenen gevormd:

### Insertie
Bij carbonylcomplexen met een metaal-metaalverbinding kan kwik geïnsereerd worden:
{\displaystyle {\ce {Co2(CO)8 + Hg -> (CO)4Co{-}Hg{-}Co(CO)4}}}

## Toepassingen

### Mondproces
Het Mondproces wordt gebruikt om hoogzuiver (99,9%) nikkel te bereiden. Dit gebeurt door nikkeloxide (of andere nikkelertsen) in drie fasen om te vormen tot zuiver nikkel. Het proces maakt gebruik van het feit dat nikkel en koolstofmonoxide snel met elkaar binden en nikkeltetracarbonyl vormen. Dit carbonylcomplex kan door verhitting gedissocieerd worden in zuiver nikkel en koolstofmonoxide:
{\displaystyle {\ce {Ni(CO)4 -> Ni + 4CO}}}
Het proces werd in 1899 ontwikkeld door de Duitse scheikundige Ludwig Mond.

### Homogene katalyse
Otto Roelen ontdekte in 1938 de hydroformylering, een carbonylering, waarbij een alkeen wordt omgezet tot een aldehyde met behulp van syngas en een carbonylcomplex als katalysator, doorgaans kobaltcarbonylhydride:
Metaalcarbonylcomplexen katalyseren de omzetting van ethyn tot een carbonzuur of carboxylaatester (de zogenaamde hydrocarboxylering):
De cyclisatie van ethyn tot benzeen of cyclo-octatetraeen wordt eveneens gekatalyseerd door een carbonylcomplex (typisch dikobaltoctacarbonyl):
Door een trimerisatie van ethyn met waterstofcyanide kan pyridine gevormd worden.
De water-gas-shift-reactie wordt gekatalyseerd door ijzerpentacarbonyl:
{\displaystyle {\ce {CO + H2O <-> CO2 + H2}}}